# ジャーディン・フレミング
ジャーディン・フレミング (Jardine Fleming) は、かつて営業していた香港を本拠とする投資銀行。
1970年代にジャーディン・マセソンとロバート・フレミングの合弁により誕生した。2000年にJPモルガン・チェースに買収された。

## 参照
- ジャーディン・マセソン
- JPモルガン・チェース